# 李佩
李佩（1917年12月20日—2017年1月12日），女，江苏镇江人，中国语言学家、原中国科学技术大学教授。力学家郭永怀之妻。

## 生平
李佩1917年出生在江苏镇江的一个书香门第，1936年毕业于北京贝满女中，同年考入北京大学经济学系。抗日战争爆发后，北大并入西南联大并迁往昆明。1941年自西南联大毕业后，赴重庆中国劳动协会工作。1947年，前往美国康奈尔大学工业与劳工关系学院留学。次年，与当时在康奈尔大学任教的郭永怀结婚。毕业后，留校教授中文。
1955年8月美國取消禁止中國學生出境的禁令，李佩就在1956年9月與丈夫帶著5歲大的女兒郭芹離開美國，坐船到九龍後上廣州，短暫入住愛群大廈後返回北京。應錢學森的邀請，隨後出任中国科学院行政管理局中关村西郊办公室副主任。1961年调往中国科学技术大学外语教研室，教授英文。 文化大革命期间，她曾因留美经历而接受审查。文革结束后，出任新成立的中国科学技术大学研究生院（中国科学院大学前身）外语教授室主任。1980年起，她曾参与、推动了中美联合培养物理类研究生计划。1999年正式离开教学岗位后，她发起创办了中关村大讲坛。
2017年1月12日，在北京逝世，享耆壽99岁。